# Friedrich Loeffler
Friedrich August Johannes Loeffler (ur. 24 czerwca 1852 we Frankfurcie nad Odrą, zm. 9 kwietnia 1915 w Berlinie) – niemiecki lekarz, higienista i bakteriolog, jeden z twórców wirusologii.

## Życiorys
Był synem chirurga wojskowego – jego ojciec Gottfried był profesorem akademii medycyny wojskowej w Berlinie. Brał udział w wojnie francusko-pruskiej. W latach 1870–1874 studiował medycynę na uniwersytetach w Würzburgu oraz w Berlinie. Po studiach pracował jako lekarz wojskowy, a następnie w latach 1879–1884 był głównym asystentem Roberta Kocha w Kaiserliches Gesundheitsamt w Berlinie. Razem z Kochem opracował zestaw reguł diagnostycznych, znanych jako postulaty Kocha, umożliwiających wykazanie związku między patogenem a wywoływaną przez niego chorobą. W 1888 roku został profesorem na Uniwersytecie w Greifswaldzie, specjalistą do spraw higieny. W latach 1903–1907 pełnim funkcję rektora.
Odkrył czynniki wywołujące różne choroby zakaźne (w tym nosaciznę w 1882 roku i różycę w 1886 roku). W 1884 roku razem z Edwinem Klebsem odkrył czynnik etiologiczny błonicy (Corynebacterium diphtheriae; bakteria ta znana jest również jako bakteria Klebsa-Löfflera), co umożliwiło dalsze opracowywanie lekarstw oraz szczepionki na tę chorobę. Zasygnalizował istnienie toksyny błoniczej w tym samym czasie co Pierre Paul Émile Roux i Alexandre Yersin. Wykazanie przez Loefflera, że niektóre zwierzęta są odporne na błonicę, stanowiło podwaliny przyszłych prac Emila Adolfa von Behringa nad rozwojem antytoksyn. Nazwisko Loefflera nosi pożywka specjalna używana do hodowli maczugowców błonicy, dwoinek rzeżączki oraz innych wymagających mikroorganizmów.
Przy okazji badania bakterii Salmonella Typhimurium zasugerował, że ten organizm może być wykorzystywany do bakteriologicznej kontroli chorób. Wiosną 1892 roku, gdy region Tesalii został opanowany przez zagrażające plonom myszy, Loeffler został poproszony przez grecki rząd o pomoc. Dzięki wykorzystaniu rozmieszczonych na polach kawałków chleba namoczonych w kulturach bakterii liczba myszy uległa znacznemu zmniejszeniu w ciągu miesiąca.
W 1897 roku zlecono mu przeprowadzenie badań nad pryszczycą. Wspólnie z Paulem Froschem ustalili, że czynnikiem zakaźnym jest mniejsza od bakterii, zdolna do replikacji ultrafiltrowalna cząstka. Na podstawie swojego odkrycia wyciągnęli wniosek, że muszą istnieć odmienne od bakterii patogeny. W ten sposób w 1898 roku opisali pierwszego wirusa zwierzęcego, dlatego też są uznawani za współtwórców wirusologii. Loefflerowi udało się również wyprodukować pierwszą surowicę odpornościową wykorzystywaną przeciw pryszczycy.
W 1910 roku założył pierwszy na świecie ośrodek badań wirusologicznych, położony na wyspie Riems. Kierował nim do 1913 roku, kiedy to został powołany na stanowisko dyrektora przyszłego Instytutu Roberta Kocha.
W Greifswaldzie pracował ponad 25 lat. Działał również w radzie miasta oraz doprowadził do budowy kanalizacji miejskiej. W 1913 roku otrzymał honorowe obywatelstwo Greifswaldu. Zmarł w wieku 62 lat w Berlinie w następstwie operacji chirurgicznej. Jego grób znajduje się na starym cmentarzu w Greifswaldzie. W 2010 roku, w stulecie założenia Friedrich-Loeffler-Institut, uhonorowany został poprzez umieszczenie jego podobizny na okolicznościowym znaczku pocztowym wydawanym w Niemczech.